# Windjana-Gorge-Nationalpark
Der Windjana-Gorge-Nationalpark (engl. Windjana Gorge National Park) befindet sich im australischen Bundesstaat Western Australia, 1.855 km nordöstlich von Perth, 505 km östlich von Broome, 150 km nördlich von Fitzroy Crossing und 145 km entfernt von Derby im Gebiet der Kimberleys.
Hauptattraktion des Nationalparks ist die Windjana-Schlucht, eine ca. 3,5 km lange Schlucht in der Napier Range, durch die der Lennard River fließt. Die Wände der Schlucht sind bis zu 100 m hoch.

## Geologie
Ursprünglich war diese Gogo-Formation ein großes Korallenriff, welches im Devon, vor mehr als 300 Millionen Jahren, von Wasser bedeckt war. Spuren von Fossilien devonischer Meerestiere lassen sich in den Schluchtwänden wiederfinden.
Die Entstehungsgeschichte umfasst – vergleichbar derjenigen der Geikie Gorge – zwei Stufen: Die erste Stufe ist die Anhebung des devonischen Meeresbodens vor ca. 250 Millionen Jahren mit nachfolgender Kalksteinbildung. Das Riff wurde dann durch jüngeres Sedimentgestein überdeckt. Vor ca. 20 Mio. Jahren gab es eine zweite Anhebung mit nachfolgender Erosion des jüngeren Gesteins, so dass der zu Grunde liegende ältere Kalkstein, den Kalkalgen, Stromatoporen und Korallen geformt hatten, wieder zum Vorschein kam.
Die heutige Landschaft formte der Lennard River, der zur Regenzeit durchgängig Wasser führt; zur Trockenzeit verbleiben nur wenige Teiche am unteren Schluchtende.

## Geschichte
Der Ort war dem Aboriginal-Stamm der Bunuba heilig; diese nannten die dort waltenden Schöpfungsgeister Wandjina, was William Forrester, der 1884 eine Farm auf dem Gelände einrichtete, als Windjana missverstanden hat. Das Farmgebäude Lillimilura Homestead wurde später als Polizeistation genutzt, deren Ruinen erhalten sind. Der Bunuba-Widerständler Jandamarra wurde in der Windjana Gorge am 16. November 1894 am Pigeon's Rock angeschossen, konnte jedoch zum unterirdisch fließenden Tunnel Creek fliehen und sich dort 2,5 Jahre versteckt halten.

## Fauna und Flora
Im Fluss lebt das Süßwasser-Krokodil (Crocodylus johnsoni), das sich tagsüber am schlammigen Ufer und auf den Sandbänken sonnt. Auch diverse Vogel-, Echsen- und Schlangen-Arten sind hier ansässig.
In den Eukalypten-Arten und Paperbark Trees am Flussufer hängen häufig große Kolonien einer Flughund-Art.
Das obere Schluchtende ist ein Dickicht von Mangroven, mit Lianen umgeschlungenen Eukalypten-Arten und Bloodwoods (Corymbia-Arten), das vereinzelt durch die  Affenbrotbaum-Art Adansonia gregorii und blühende Pflanzenarten wie den Kapok Bush (Cochlospermum fraseri) durchbrochen wird.

## Touristische Infrastruktur
Der Zugang führt von Norden über die unasphaltierte Gibb River Road und die ebenfalls unasphaltierte Fairfield Leopold Downs Road, die den Lennard River überquert; eine Stichstraße führt nach ca. 20 km in den Nationalpark hinein; von Süden (Fitzroy Crossing) zweigt die Fairfield Leopold Downs Road nach ca. 30 km vom Great Northern Highway ab.
Ein von Dokumentationstafeln begleiteter Trampelpfad führt am Flussufer entlang bis zum oberen Ende der Schlucht, die Wanderung ist (hin und zurück) ca. 7 km lang und bietet ausgiebig Gelegenheiten zum Beobachten der lokalen Tier- und Pflanzenwelt, vor allem eine große auch tagsüber aktive Fledermaus-Kolonie in den Bäumen und die harmlosen Süßwasserkrokodile.
Da es hier immer heiß ist (auch im Winter oft weit über 30 °C) empfiehlt es sich, die Wanderung früh morgens zu beginnen; Naturfotografen finden abends das beste Licht an den von Westen angestrahlten Schluchtwänden.
Vor dem Eingang zur Schlucht befindet sich ein Wildcampingplatz mit Toiletten, fließendem Wasser und Feuerstellen. Feuerholz muss jedoch mitgebracht werden, da das Sammeln im Nationalpark verboten ist. Gegen Abend kommt üblicherweise ein Ranger vorbei und sammelt die Gebühren ein.
Zur Regenzeit ist der Nationalpark bei Unpassierbarkeit der Pisten geschlossen.